# Grande Prêmio do Canadá de 1983
Resultados do Grande Prêmio do Canadá de Fórmula 1 realizado em Montreal em 12 de junho de 1983. Oitava etapa do campeonato, foi vencido pelo francês René Arnoux, da Ferrari, com Eddie Cheever em segundo pela Renault e Patrick Tambay em terceiro pela Ferrari.

## Classificação

### Treinos oficiais
| Pos.    | Nº | Piloto             | Equipe            | Q1       | Q2       | Grid    |
| ------- | -- | ------------------ | ----------------- | -------- | -------- | ------- |
| 1       | 28 | René Arnoux        | Ferrari           | 1:28.984 | 1:28.729 | —       |
| 2       | 15 | Alain Prost        | Renault           | 1:29.942 | 1:28.830 | + 0.101 |
| 3       | 5  | Nelson Piquet      | Brabham-BMW       | 1:30.366 | 1:28.887 | + 0.158 |
| 4       | 27 | Patrick Tambay     | Ferrari           | 1:28.992 | 1:46.258 | + 0.263 |
| 5       | 6  | Riccardo Patrese   | Brabham-BMW       | 1:31.227 | 1:29.549 | + 0.820 |
| 6       | 16 | Eddie Cheever      | Renault           | 1:30.255 | 1:29.863 | + 1.134 |
| 7       | 9  | Manfred Winkelhock | ATS-BMW           | 1:31.756 | 1:30.966 | + 2.237 |
| 8       | 22 | Andrea de Cesaris  | Alfa Romeo        | 1:31.813 | 1:31.173 | + 2.444 |
| 9       | 1  | Keke Rosberg       | Williams-Ford     | 1:31.583 | 1:31.480 | + 2.751 |
| 10      | 36 | Bruno Giacomelli   | Toleman-Hart      | 1:32.208 | 1:31.586 | + 2.857 |
| 11      | 11 | Elio de Angelis    | Lotus-Renault     | 1:33.231 | 1:31.822 | + 3.093 |
| 12      | 35 | Derek Warwick      | Toleman-Hart      | 1:32.351 | 1:32.116 | + 3.387 |
| 13      | 2  | Jacques Laffite    | Williams-Ford     | 1:32.185 | 1:32.632 | + 3.456 |
| 14      | 29 | Marc Surer         | Arrows-Ford       | 1:32.931 | 1:32.540 | + 3.811 |
| 15      | 30 | Thierry Boutsen    | Arrows-Ford       | 1:32.643 | 1:32.576 | + 3.847 |
| 16      | 25 | Jean-Pierre Jarier | Ligier-Ford       | 1:34.403 | 1:32.642 | + 3.913 |
| 17      | 3  | Michele Alboreto   | Tyrrell-Ford      | 1:33.664 | 1:33.175 | + 4.446 |
| 18      | 12 | Nigel Mansell      | Lotus-Ford        | 1:33.588 | 1:34.010 | + 4.859 |
| 19      | 8  | Niki Lauda         | McLaren-Ford      | 1:34.452 | 1:33.671 | + 4.942 |
| 20      | 7  | John Watson        | McLaren-Ford      | 1:34.008 | 1:33.705 | + 4.976 |
| 21      | 33 | Roberto Guerrero   | Theodore-Ford     | 1:35.283 | 1:33.721 | + 4.992 |
| 22      | 4  | Danny Sullivan     | Tyrrell-Ford      | 1:34.680 | 1:33.791 | + 5.062 |
| 23      | 34 | Johnny Cecotto     | Theodore-Ford     | 1:36.260 | 1:34.314 | + 5.585 |
| 24      | 26 | Raul Boesel        | Ligier-Ford       | 1:34.967 | 1:34.486 | + 5.757 |
| 25      | 31 | Corrado Fabi       | Osella-Ford       | 1:35.554 | 1:34.544 | + 5.815 |
| 26      | 23 | Mauro Baldi        | Alfa Romeo        | 1:34.988 | 1:34.755 | + 6.026 |
| 27      | 17 | Jacques Villeneuve | RAM-Ford          | 1:37.858 | 1:35.133 | + 6.404 |
| 28      | 32 | Piercarlo Ghinzani | Osella-Alfa Romeo | 1:35.493 | 1:35.171 | + 6.442 |
| Fontes: |    |                    |                   |          |          |         |

### Corrida
| Pos.    | Nº | Piloto             | Construtor        | Voltas | Tempo/Diferença | Grid | Pontos           |
| ------- | -- | ------------------ | ----------------- | ------ | --------------- | ---- | ---------------- |
| 1       | 28 | René Arnoux        | Ferrari           | 70     | 1:48:31.838     | 1    | 9                |
| 2       | 16 | Eddie Cheever      | Renault           | 70     | + 42.029        | 6    | 6                |
| 3       | 27 | Patrick Tambay     | Ferrari           | 70     | + 52.610        | 4    | 4                |
| 4       | 1  | Keke Rosberg       | Williams-Ford     | 70     | + 1:17.048      | 9    | 3                |
| 5       | 15 | Alain Prost        | Renault           | 69     | + 1 volta       | 2    | 2                |
| 6       | 7  | John Watson        | McLaren-Ford      | 69     | + 1 volta       | 20   | 1                |
| 7       | 30 | Thierry Boutsen    | Arrows-Ford       | 69     | + 1 volta       | 15   |                  |
| 8       | 3  | Michele Alboreto   | Tyrrell-Ford      | 68     | + 2 voltas      | 17   |                  |
| DSQ     | 4  | Danny Sullivan     | Tyrrell-Ford      | 68     | Desclassificado | 22   | [ 3 ] [ nota 1 ] |
| 9       | 9  | Manfred Winkelhock | ATS-BMW           | 67     | + 3 voltas      | 7    |                  |
| 10      | 23 | Mauro Baldi        | Alfa Romeo        | 67     | + 3 voltas      | 26   |                  |
| Ret     | 6  | Riccardo Patrese   | Brabham-BMW       | 56     | Câmbio          | 5    |                  |
| Ret     | 35 | Derek Warwick      | Toleman-Hart      | 47     | Turbo           | 12   |                  |
| Ret     | 36 | Bruno Giacomelli   | Toleman-Hart      | 43     | Motor           | 10   |                  |
| Ret     | 12 | Nigel Mansell      | Lotus-Ford        | 43     | Handling        | 18   |                  |
| Ret     | 22 | Andrea de Cesaris  | Alfa Romeo        | 42     | Motor           | 8    |                  |
| Ret     | 2  | Jacques Laffite    | Williams-Ford     | 37     | Câmbio          | 13   |                  |
| Ret     | 26 | Raul Boesel        | Ligier-Ford       | 32     | Halfshaft       | 24   |                  |
| Ret     | 33 | Roberto Guerrero   | Theodore-Ford     | 27     | Motor           | 21   |                  |
| Ret     | 31 | Corrado Fabi       | Osella-Ford       | 26     | Motor           | 25   |                  |
| Ret     | 34 | Johnny Cecotto     | Theodore-Ford     | 17     | Diferencial     | 23   |                  |
| Ret     | 5  | Nelson Piquet      | Brabham-BMW       | 15     | Regulador       | 3    |                  |
| Ret     | 8  | Niki Lauda         | McLaren-Ford      | 11     | Spun Off        | 19   |                  |
| Ret     | 11 | Elio de Angelis    | Lotus-Renault     | 1      | Regulador       | 11   |                  |
| Ret     | 29 | Marc Surer         | Arrows-Ford       | 0      | Transmissão     | 14   |                  |
| Ret     | 25 | Jean-Pierre Jarier | Ligier-Ford       | 0      | Câmbio          | 16   |                  |
| DNQ     | 17 | Jacques Villeneuve | RAM-Ford          |        |                 |      |                  |
| DNQ     | 32 | Piercarlo Ghinzani | Osella-Alfa Romeo |        |                 |      |                  |
| Fontes: |    |                    |                   |        |                 |      |                  |

## Tabela do campeonato após a corrida
| Pos     | Piloto         | Pontos |
| ------- | -------------- | ------ |
| 1       | Alain Prost    | 30     |
| 2       | Nelson Piquet  | 27     |
| 3       | Patrick Tambay | 27     |
| 4       | Keke Rosberg   | 25     |
| 5       | René Arnoux    | 17     |
| Fontes: |                |        |

| Pos     | Equipe        | Pontos |
| ------- | ------------- | ------ |
| 1       | Renault       | 44     |
| 2       | Ferrari       | 44     |
| 3       | Williams-Ford | 35     |
| 4       | Brabham-BMW   | 27     |
| 5       | McLaren-Ford  | 26     |
| Fontes: |               |        |

- Nota: Somente as primeiras cinco posições estão listadas. Entre 1981 e 1990 cada piloto podia computar onze resultados válidos por temporada não havendo descartes no mundial de construtores.